# Acantholimon varivtzevae
Acantholimon varivtzevae är en triftväxtart som beskrevs av Ekaterina Georgiewna Czerniakowska. Acantholimon varivtzevae ingår i släktet Acantholimon och familjen triftväxter. Inga underarter finns listade i Catalogue of Life.